# قسم فريمان الريفي (مقاطعة فريمان)
قسم فريمان الريفي (بالفارسية: دهستان فریمان) هي منطقة ريفية تقع في قسم في إيران. يقدر عدد سكانها بـ 9,351 نسمة .